# 廣木弓子
廣木 弓子（ヒロキ ユミコ、1982年8月1日 - ）は、山口県岩国市出身のフリーアナウンサー、歌手である。
静岡エフエム放送（K-MIX）の元アナウンサー・ラジオパーソナリティである。

## 来歴・人物
山口県立岩国高等学校卒業後、広島修道大学人文学部英語英文学科に入学した。在学中から、広島市でラジオのリポーターとして活動した。
卒業後、2005年に静岡エフエム放送（K-MIX）に入社。同局の入社試験は私服試験のため、青いアロハシャツで受験した。また、試験の中には「みかんのお水・ちゅう」のキャンペーンソングを担当させる人材を探すための歌唱テストがあり、テレサ・テンの「つぐない」を歌った。入社後、実際に「ちゅう」のオリジナルソングを2005年から2012年まで8年連続で担当し、「シンギング・パーソナリティ」と呼ばれた。
2008年7月28日に浜松球場で行われたプロ野球公式戦の中日横浜戦の始球式に登板した。
2012年10月10日に「ヒロキユミコ」名義でソロCDデビューした。デビュー・アルバムのタイトルは「8281」。
2013年3月14日の「K-MIX 2ストライク1ボール」エンディングにて、当月をもっての番組の終了と自身の退社を表明し、3月末をもって全番組を降板した。
2013年4月より、フリーアナウンサーに転向した。また同年、自身のブログ及びFacebookで、浜松市在住の男性と結婚したことを公表した (のちにその男性は元・静岡エフエム放送アナウンサーの日下純であることが明かされた)。
2015年5月、帝王切開によって女児を出産したことを公表した。
2022年12月、静岡エフエム放送の新番組『廣木弓子のおきにいり』が開始。9年9か月ぶりに同局のレギュラー番組への復帰を果たした。
人物
- 血液型はB型。
- 身長147cm[7]。

付記
- 新聞ラジオ欄における表記は「広木弓子」となっていた。
- 独特の笑い声が着ボイスとしてK-MIXケータイサイト着チャクcheck!で配信されていた。

## 出演
2024年1月時点
- 廣木弓子のおきにいり[8] (K-MIX、2022年12月3日[5] - メインパーソナリティ)

過去
- うごラジ (レポーター)
- K-MIX 2ストライク1ボール - メインパーソナリティ（2008年4月1日 - 2013年3月28日）
- K-MIX Studio 9 - 月曜担当（2012年4月 - 2013年3月）
- 着チャクcheck!（2008年1月1日-2013年3月28日）
- 宮城聰の頭のなか - ナレーション（ - 2013年3月30日）
- Morning Cafe "Amore" - ナレーション（2008年1月 - 2013年3月30日）
- K-MIX NEW TUNE SHUFFLE 〜50MINUTES THE HIT MUSIC!〜（ - 2007年3月）
- K-MIX Brand-new Junction（2005年4月 - 2008年3月）
- SHIZUOKA TOP40（2006年4月 - 2008年3月）
- ヒロキ寺子屋（2007年4月 - 2008年3月）

## 楽曲

### 「みかんのお水・ちゅう」シリーズ
- 購入者へ抽選でプレゼントされる非売品であるが、4枚のシングルをリリースしたことになる。
- 2009年度からは購入者へのプレゼントは行われない。
- 2007年12月より、「ちゅう」と「ワンシーン」はK-MIXケータイサイト「着チャクcheck!」から着うた及び着うたフルが有料配信された。2008年4月からはデビュー曲の「年中夢中冷たいちゅう」が追加された。いずれも現在は配信されていない。
- 2010年11月時点で、「カラフル」と「僕たちの夏」が配信中だった。

楽曲一覧
- 2005年 - 廣木弓子と2ストライク1ボール「年中夢中冷たいちゅう[9]」
青春ムード歌謡として作られた。
「2ストライク1ボール」は「神谷幸恵の独立宣言」に出演したアマチュアアーティスト。
- 2006年 - 廣木弓子＋GTP「ちゅう[10]」
当時K-MIXで大ヒット中だった「冷凍みかん」を歌うGTPとのコラボレーション。ソロのパートはワンフレーズのみとなる。
後にGTPのみのバージョンの「ちゅう」がリリースされた。GTPバージョンは歌詞が追加されている。
- 2007年 - 廣木弓子with櫻井大介「ワンシーン[11]」
2007年2月度のメガプッシュアーティストでK-MIX 8×8に出演中の櫻井大介とのコラボレーション。
ポップ調のデュエットソング。「ちゅう」とは異なりボーカルが大幅に引き立てられている。
- 2008年 - 廣木弓子と京太朗と晴彦「キスをしよう[12]」
K-MIX 8×8に出演中の京太朗と晴彦とのコラボレーション。
ロックテイストのラブソングとなっている。後に京太朗と晴彦のみのバージョンが発表された。
- 2009年 - ヒロキユミコ meets カミナリグモ「カラフル[13]」
K-MIX 8×8に出演中のカミナリグモとのコラボレーション。
この曲はCDによる配布は行われず、着チャクcheck!において6月8日より有料配信された。後にカミナリグモのマキシシングルのカップリング曲として静岡県内で先行発売の後、全国発売されている。
- 2010年 - ヒロキユミコとズータンズ「僕たちの夏[14]」
K-MIX 8×8に出演中のズータンズとのコラボレーション。
昨年度に引き続き、着チャクcheck!において6月8日より有料配信されている。2011年3月23日発売のズータンズのアルバム「カウボーイ」にボーナス・トラックとして収録されている。
- 2011年 - カイナツ×ヒロキユミコ「真夏ノ夜ノ夢[15]」
K-MIX Rainbow Fly-Dayに出演中の甲斐名都とのコラボレーション。
2012年3月28日発売の甲斐名都「真夏ノ夜ノ夢」にて配信されている。（1曲目は甲斐名都バージョン、2曲目はカイナツ×ヒロキユミコバージョン）
- 2012年 - ヒロキトキンカ「きみどり[16]」
K-MIX カバみみ出演中のQuinka,with a Yawnとのコラボレーション。
2012年10月10日発売のヒロキユミコ「8281」のボーナストラックに収録されている。

### 「長野へ行こうよ！」キャンペーン
2010年11月、K-MIXでは長野県、松本市、フジドリームエアラインズと共同で観光キャンペーンを展開。甲斐名都とのコラボレーションによるイメージソングを歌う。
- カイナツ×ヒロキユミコ「はじめてのクリスマス[17]」

### 九州まるごとEnjoyキャンペーン
K-MIXフライトキャンペーン第2弾として、2011年2月、富士山静岡空港利用促進協議会、フジドリームエアラインズと共同で観光キャンペーンを展開。再び甲斐名都とのコラボレーションによるイメージソングを歌う。
- カイナツ×ヒロキユミコ「rainbow bird[18]」